# Back for the Attack
Back for the Attack ist das 1987 veröffentlichte vierte Studioalbum der US-amerikanischen Hard-Rock-Band Dokken. Es ist gleichzeitig die bis heute erfolgreichste Veröffentlichung der Gruppe und das letzte gemeinsame Studioalbum vor der erstmaligen Trennung im Jahr 1989.

## Albumbeschreibung
Dokken hatten 1985 einen ersten Charterfolg mit der Single Alone Again vom Album Tooth and Nail, das 1984 erschienen war. Ihren kommerziellen Durchbruch hatte die Band dann 1985 mit dem von Michael Wagener radiotauglich produzierten Album Under Lock and Key, das im Februar 1986 Platz 32 der Billboard 200 erreicht hatte und dessen Single In my Dreams es im März 1986 auf Platz 77 der Billboard Hot 100 schaffte.
Under Lock and Key hielt sich 66 Wochen in den US-Charts und bescherte der Band genug Aufmerksamkeit, um mit der Aufnahme eines Titels für den Soundtrack zum Horrorfilm Nightmare III – Freddy Krueger lebt (Originaltitel: A Nightmare on Elm Street 3: Dream Warriors) beauftragt zu werden. Das Songwriting für den Titel Dream Warriors, der während des Abspanns zu hören ist, übernahmen Gitarrist George Lynch und Bassist Jeff Pilson. Der Soundtrack zum Film erschien im Frühjahr 1987, für das Dokken-Album wurde ein Remix erstellt.
Von den dreizehn auf dem Album enthaltenen Stücken wurden die Titel Heaven Sent und Burning Like a Flame als Singles ausgekoppelt.
George Lynch benannte eine von ihm entworfene Gitarre nach dem Titel Mr. Scary.

## Rezeption
Back for the Attack erreichte am 19. Dezember 1987 Platz 13 der US-Album-Charts und hielt sich 33 Wochen in der Hitliste. Es wurde am 14. Januar 1988 mit Gold und Platin ausgezeichnet.

„Dokken bläst wieder zur Attacke auf Chart-Plätze. Zwei Jahre hat sich das US-Quartett aus Los Angeles für sein stahlhartes Opus "Back For The Attack" Zeit gelassen. Die Kompositionen erreichen nicht die Qualität des Millionensellers „Under Lock And Key“, doch dafür entschädigt die Langrille mit solistischen Kabinettstückchen. Vor allem Gitarrero George Lynch - er stiehlt seinem stimmgewaltigen Boß Don Dokken meist die Show - brilliert mit einer Fingerfertigkeit, die Eddie Van Halen schlaflose Nächte bereiten dürfte. Wer dazu noch auf perfektes Heavy-Drumming wie in "Mr. Scary" steht, für den kommt Dokkens vierte LP allemal in die engere Wahl.“

Daniel Böhm schrieb, der Sound von Back for the Attack wirke „trockener und angriffslustig“. George Lynch würde im Instrumentalstück Mr. Scary „ein göttliches Feuerwerk abbrennen“, das seinen Ruf „als einer der stilprägendsten Gitarrenhelden der Achtziger“ zementiere. Es handele sich um „ein abermals königliches Album mit vertretbaren Längen“; unverständlich sei nur, dass „ausgerechnet das Titellied ausschließlich auf einer Maxi-Rückseite versteckt“ werden würde.

## Singles
Der Titel Burning Like a Flame beschreibt die bereits länger andauernde, aber nicht gefestigte Beziehung zweier Menschen aus der Sicht des Erzählenden. Er stellt dar, dass er im Laufe der gemeinsamen Zeit Zweifel hatte, ob die Liebe andauern würde und dass ihm bewusst war, dass die andere Person ebenso daran zweifelte und von seinen Absichten nicht überzeugt war. Nun will er beweisen, dass die nötige Substanz vorhanden ist, um eine ernsthafte Verbindung einzugehen. Burning Like a Flame erreichte am 16. Januar 1988 Platz 72 der US-Single-Charts, er konnte sich acht Wochen in der Hitliste halten.
Auch Heaven Sent greift das Thema Liebe und Beziehung auf, doch hier dreht sich der Text um das Hin- und Hergerissensein des einen Partners, der die Liebe zwar will, sich aber über viele Positionen des Partners ärgert und sie ablehnt. Am ehesten passt das Lied zu der Situation nicht mit jemanden, aber auch nicht ohne ihn leben zu können. Diese Single konnte die Charts nicht erreichen.

## Titelliste
1. Kiss of Death (Lynch/Dokken/Pilson) – 5:51
2. Prisoner (Lynch/Pilson/Brown) – 4:20
3. Night by Night (Pilson/Lynch/Brown/Dokken) – 5:23
4. Standing in the Shadows (Dokken/Lynch/Pilson) – 5:07
5. Heaven Sent (Dokken/Lynch/Pilson) – 4:52
6. Mr. Scary (Lynch/Pilson) – 4:31
7. So Many Tears (Dokken/Lynch/Pilson) – 4:56
8. Burning Like a Flame (Lynch/Pilson/Dokken/Brown) – 4:46
9. Lost Behind the Wall (Lynch/Brown/Dokken/Pilson) – 4:19
10. Stop Fighting Love (Pilson/Lynch/Dokken/Brown) – 4:52
11. Cry of the Gypsy (Dokken/Pilson/Lynch) – 4:51
12. Sleepless Night (Lynch/Brown/Pilson) – 4:32
13. Dream Warriors (Lynch/Pilson) – 4:42